# To Walk on Eggshells
To Walk on Eggshells ist ein Musikalbum von Russ Johnson, Christian Weber und Dieter Ulrich. Die am 1. Dezember 2009 im Radio Studio DRS in Zürich 
entstandenen Aufnahmen erschienen am 31. März 2025 auf ezz-thetics.

## Hintergrund
Russ Johnson, ein in Chicago geborener Trompeter, tat sich für diese eintägige Session mit dem Schweizer Bassisten Christian Weber und dem Schlagzeuger Dieter Ulrich zusammen, beides Größen der Zürcher Jazzszene. Jeder der Beteiligten brachte drei Kompositionen ein.

## Titelliste
- Russ Johnson, Christian Weber, Dieter Ulrich: To Walk on Eggshells (ezz-thetics 1060)[1]

1. Lifted (Russ Johnson) 4:22
2. No Folk’s Song (Dieter Ulrich) 5:26
3. Pointillistic (Russ Johnson) 4:58
4. For A.R. (Christian Weber) 6:56
5. To Walk On Eggshells (Dieter Ulrich) 5:46
6. Subject Matter? (Russ Johnson) 5:56
7. Hidden Upsides of Contortion (Christian Weber) 4:50
8. Confession (Russ Johnson) 6:21
9. Exits Locked (Dieter Ulrich) 5:05

## Rezeption

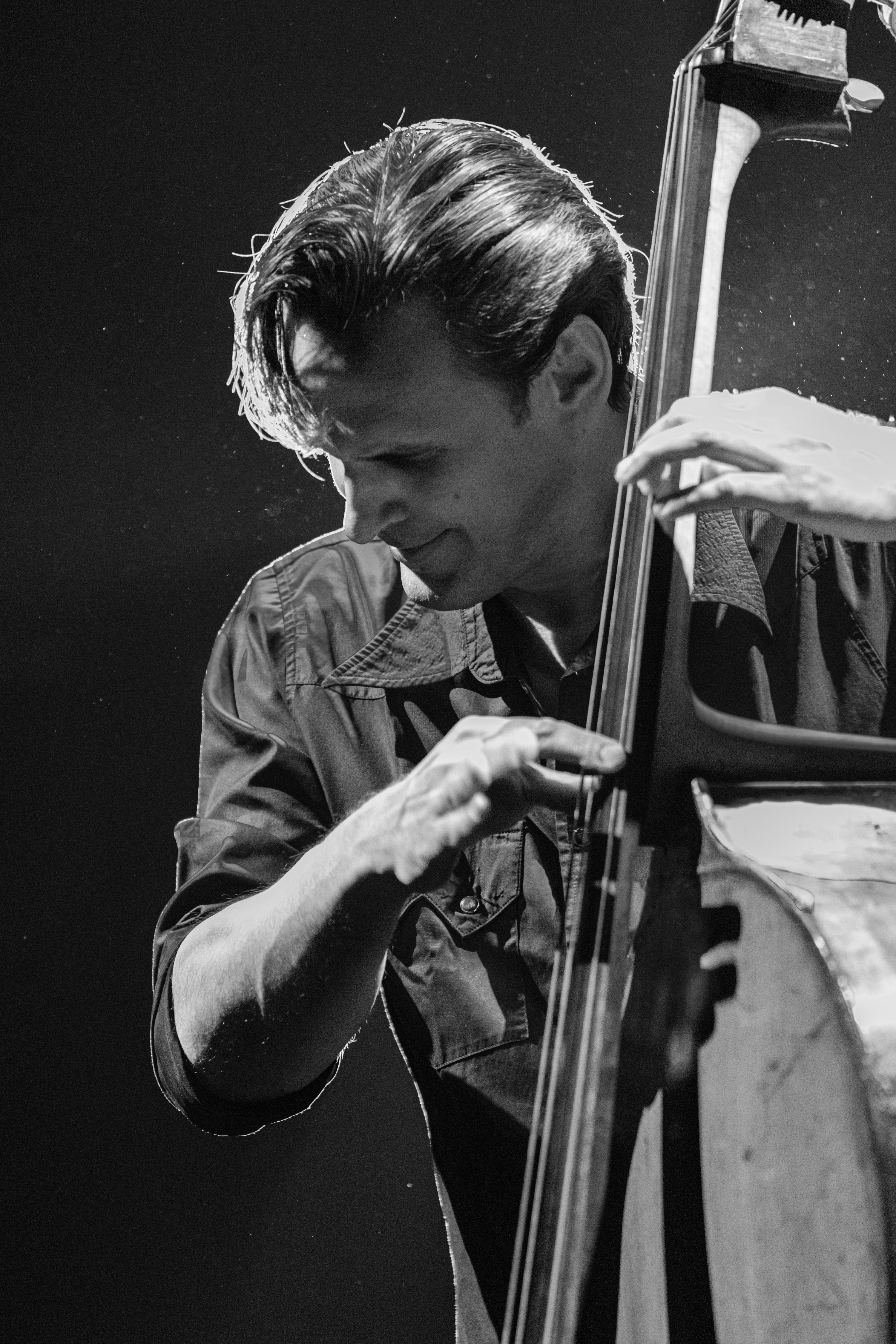
Christian Weber beim Jazzfestival Schaffhausen 2021

Nach Ansicht von Glenn Astarita, der das Album in All About Jazz rezensierte, ist dieses Album „eine Gratwanderung zwischen Struktur und Freiheit“, wobei jeder Musiker Kompositionen beisteuere, die sich eher wie Skizzen für Improvisationen anfühlen als wie starre Blaupausen. Der Titeltrack „To Walk on Eggshells“, eine Kreation von Ulrich, sei ein Meisterwerk der Zurückhaltung. Jeder Spieler würde Ideen in den Mix einbringen, alles verankert in einem stetigen Bop-Groove in mittlerem Tempo. Webers Bass summe mit leiser Intensität, während er sich oft der Melodie annehme. Ulrichs Stockspiel flackere „wie eine Kerze im Dunkeln“, und Johnsons Trompete gleite darüber hinweg, „cool wie ein Einbrecher“. Dieses Stück würde sich durch Free-Jazz-Ausbrüche und raffinierte, multidirektionale Exkursionen entwickeln, die alle an ein einprägsames zentrales Thema gebunden sind. Webers Komposition „Hidden Upsides of Contortion“ sei ein Highlight, das kantige Rhythmen mit Johnsons langgezogenen Tönen und komplizierten Ausbrüchen vermischt, alles aufgewertet durch das konzentrierte Zusammenspiel der Rhythmusgruppe. Die Musik funktioniere wie ein wahrhaft demokratischer Austausch. Die Session wurde an einem einzigen Tag aufgenommen, und ihre Spontaneität sei „die geheime Zutat, die aus einer lockeren Jamsession etwas Bleibendes macht“.